# サンフェルナンド駅 (ラウニオン州)
サンフェルナンド駅は、フィリピン国鉄北方本線のかつての終着駅。ラウニオン州サンフェルナンドのカトバンゲン(Catbangen)地区にあった。
パンパンガ州のサンフェルナンド駅と区別するためにサンフェルナンドU駅と呼ばれた。

## 歴史
サンフェルナンド駅は北方本線の終着駅として1929年5月16日に開設された。
その後何度かより北への支線の敷設なども行われたが、基本的に終着駅として利用された。
PNRの路線が大幅に縮小された1983年にこの駅も運用を終了している

## 支線
1943年から1945年の日本占領時にはラウニオン州のスディペンまで路線が延長されていた。
その後バクノタンへ20㎞路線が伸ばされたものの、これは支線とみなされ、サンフェルナンドUが本線の北端を維持した。バクノタンへの支線は1つ前の駅であるセビリア駅から分岐しており、1955年1月にセビリア駅から2.9㎞の位置にニューサンフェルナンド駅が開設された。
サンフェルナンドU駅から東のサンフェルナンド港（現ポロポイント特別経済区・自由貿易港）へ向かう支線も1930年に開設され利用されていた。

## 交通アクセス
ビガンとの移動を担うバスの終着点として利用されている。